# Joy Rahman
Joy Rahman, född 29 mars 1949 i Gopalganj, Östpakistan (nuvarande Bangladesh), död  24 februari 2014 i Bangladesh, var en svensk-bangladeshisk man som dömdes och senare, efter att ha fått resning, frikändes för mord.

## Biografi
Joy Rahman var sjätte barnet i en skara på 19. Han flyttade till Sverige första gången på 1970-talet, då han träffade sin blivande fru. Efter en kort period i Bangladesh flyttade de till Sverige i mitten av 1980-talet.

## Dömd för mord på 72-årig kvinna
Rahman dömdes den 5 juli 1994 av Stockholms tingsrätt till livstids fängelse för att den 21 maj 1993 ha mördat en 72-årig kvinna i Sätra i södra Stockholm. Rahman arbetade vid tidpunkten för mordet inom hemtjänsten och den mördade kvinnan var en av flera pensionärer som han vårdade. Kvinnan hade först misshandlats, vilket resulterade i att hennes bröstben och elva av hennes revben knäcktes. Mördaren ströp henne sedan med en 47 cm lång snara av röd textiltejp, hällde tändvätska över kroppen och tände på. Elden tog sig emellertid inte, sannolikt på grund av otillräcklig syretillförsel. Rahman överklagade tingsrättens dom till Svea hovrätt, som den 14 september 1994 fastställde tingsrättens dom. Hovrättsdomen överklagades till Högsta domstolen, som den 31 oktober 1994 avslog Rahmans begäran om prövningstillstånd.

## Frikänd med skadestånd
Den fällande domen ifrågasattes och uppmärksammades av journalisten Dick Sundevall och advokaten Peter Althin. Rahman ansökte därför om resning hos Högsta domstolen för att få till stånd en ny rättegång i Svea hovrätt. Högsta domstolen beviljade därefter i januari 2002 Rahman resning med röstetalen tre justitieråd för resning och två justitieråd emot. Efter att Rahman senare under 2002 fått en ny rättegång i Svea hovrätt frikändes han. Året därefter beviljades han ett skadestånd på cirka åtta miljoner kronor för det lidande som den felaktiga domen och den långa fängelsevistelsen åsamkat honom och hans familj. Skadeståndet kom senare att höjas till 10,2 miljoner kronor.

## Efter frikännandet
Rahman använde en del av det skadestånd han erhållit från staten till att grunda Joy Rahman Welfare Foundation, en organisation i Bangladesh som, enligt Rahmans egna uppgifter, hjälper fattiga med sjukvård och erbjuder mikrolån. Den 29 mars 2008 häktades Rahman i Bangladesh för misstanke om anstiftan till mord på en kassör i stiftelsen. Han frisläpptes den 4 januari 2010, men misstankarna kvarstod.